# 23988 Maungakiekie
23988 Maungakiekie è un asteroide della fascia principale. Scoperto nel 1999, presenta un'orbita caratterizzata da un semiasse maggiore pari a 2,8586116 UA e da un'eccentricità di 0,1835550, inclinata di 12,25903° rispetto all'eclittica.